# 瀨上剛
瀨上剛（日语： Segami Tsuyoshi，1960年9月19日—），日本東京人，畢業於日本大學歯學部附屬歯科技工専門學校。畢業後，1986年成為台灣馬偕醫院的簽約齒模技師；1997年娶台灣籍女性為妻。因偶爾擔任翻譯工作而結識JET日本台副社長，並在其推薦下擔任冠名美食節目《瀨上剛in台灣》的主持人而成名。

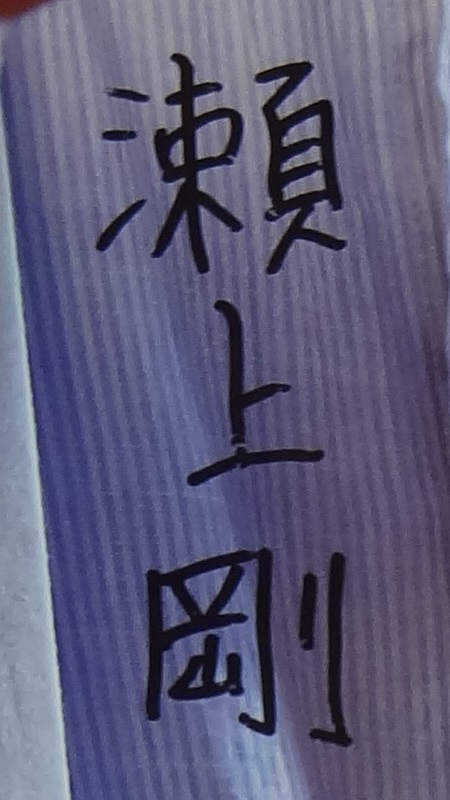
瀨上剛的簽名

## 主持作品

### 電視節目
- 瀬上剛in台湾（JET TV）

## 演出作品

### 電視劇
- 2011年：客家電視台《醬園生》 飾演 增村先生（客串）
- 2013年：八大綜合台《美人龍湯》 飾演 醫師（客串）
- 2015年：台視《春梅》 飾演 大坂第四師團師團長 村岡長太郎

### 電影
- 2012年：《球來就打》 飾演 紅面爸（客串）

## 出版作品

### 書籍
- 瀨上剛. . 臉譜出版. 2007年9月. ISBN 9789866739071.

## 獎項
| 年份   | 獲提名           | 獎項                   | 結果 |
| ------ | ---------------- | ---------------------- | ---- |
| 2006年 | 《瀨上剛in台灣》 | 廣電基金優良節目       | 獲獎 |
| 2007年 | 《瀨上剛in台灣》 | 第42屆金鐘獎綜合節目獎 | 入圍 |

## 外部連結
- 新瀬上剛in台灣的Facebook專頁
- 瀨上齒科研究室的Facebook專頁
- 瀨上剛在互联网电影资料库（IMDb）上的資料（英文）